# Horacio Accavallo
Horacio Enrique Accavallo (Lanús Oeste, 14 de octubre de 1934-14 de septiembre de 2022) fue un boxeador argentino de peso mosca que compitió entre 1956 y 1968. Fue campeón mundial peso mosca AMB y CMB, entre 1966 y 1968.

## Biografía
Su padre era lucano, de la Basilicata oriundo del pueblo de Pietrapertosa y su madre era española, de Galicia, oriunda de Lalín, Pontevedra y eran analfabetos. Se crio junto a sus cuatro hermanos en "La Quema" (depósito de basura de la ciudad) juntando cartones para venderlos y así poder vivir. Ya a los ocho años soñaba con boxear. Trabajó, entre otras cosas, como lustrabotas, trapecista y botellero, se consagró campeón del mundo a los 32 años. Luego de su retiro, quedó como el mejor ejemplo de un deportista que supo cuidar lo que ganó, ya que los premios acumulados y bien administrados le permitieron asegurar su futuro. 
Murió tras batallar por 12 años contra la Enfermedad de Alzheimer.
Fue conocido con el apodo de "Roquiño". Vivió con su nieta Gala Gooderham y su esposa Ana María Sawicz.

## Título Mundial Peso Mosca AMB y CMB

### Accavallo vs Takayama

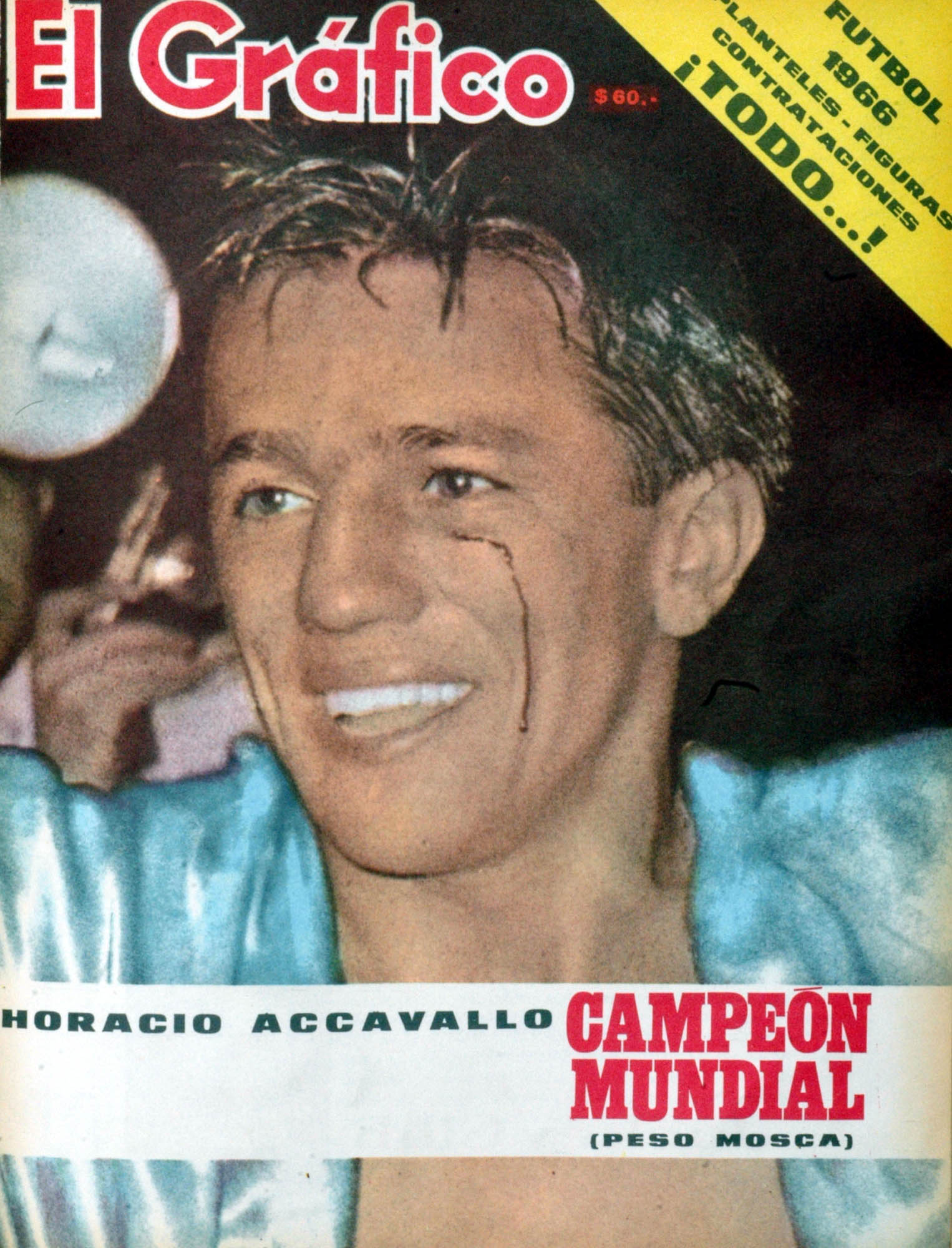
Portada de El Gráfico luego del título mundial mosca obtenido.

El 1 de marzo de 1966, Accavallo conquistó el título mundial peso mosca AMB (Asociación Mundial de Boxeo) y CMB (Consejo Mundial de Boxeo) al ganarle al oriental Katsuyoshi Takayama en Tokio, Japón.
La pelea era a 15 asaltos por el título mundial peso mosca AMB y CMB en condición de vacante. Antes de sonar el primer campanazo, mientras se le colocaba el protector bucal al boxeador argentino, Takayama empezó a trotar hacia un Accavallo que estaba de espaldas, en el momento en que suena la campana Accavallo se da vuelta para combatir encontrándose con Takayama que le colocó un violento golpe en la cara a "traición" que fue reglamentario, pero no dentro del código de honor del boxeo. Accavallo soportó el golpe y empezó a hacer su trabajo para quedarse con el título. El cuarto asalto dio una clara ventaja para Accavallo, en el quinto al poderoso gancho de izquierda se le suma el gancho de derecha al estómago de Takayama. En el octavo y noveno, el japonés logró recuperarse. Transcurrieron los 15 asaltos culminando con la victoria y la obtención del título mundial para Accavallo por decisión dividida de los jurados.
Este fue el puntaje oficial: 73-69 (Accavallo) / 71-70 (Takayama) / 74-67 (Accavallo).

### Primera defensa
Defiende por primera vez el título del mundo el 15 de julio de 1966 en el estadio Luna Park, Argentina, frente al japonés Hiroyuki Ebihara a quien derrotó por decisión unánime en 15 asaltos reteniendo la corona por primera vez.

### Segunda defensa
La segunda defensa fue el 10 de diciembre de 1966, el retador en esa ocasión fue el mexicano Efren Torres, el azteca le provocó un corte al campeón sobre su cara muy grande y profuso, pero durante el curso del combate Accavallo fue superior y al final de los 15 asaltos lograba otra defensa exitosa, reteniendo el título peso mosca de la AMB y CMB por decisión unánime.

### Tercera defensa
Tercera defensa realizada el 11 de agosto de 1967 en el estadio Luna Park, su adversario fue quien un año atrás trató de arrebatarle el título, el japonés Hiroyuki Ebihara, de nuevo Accavallo vence a Ebihara esta vez por decisión mayoritaria. Este fue el puntaje de los jueces: 297-296 (Accavallo) / 294-294 (Empate) / 298-293 (Accavallo).

## Retiro

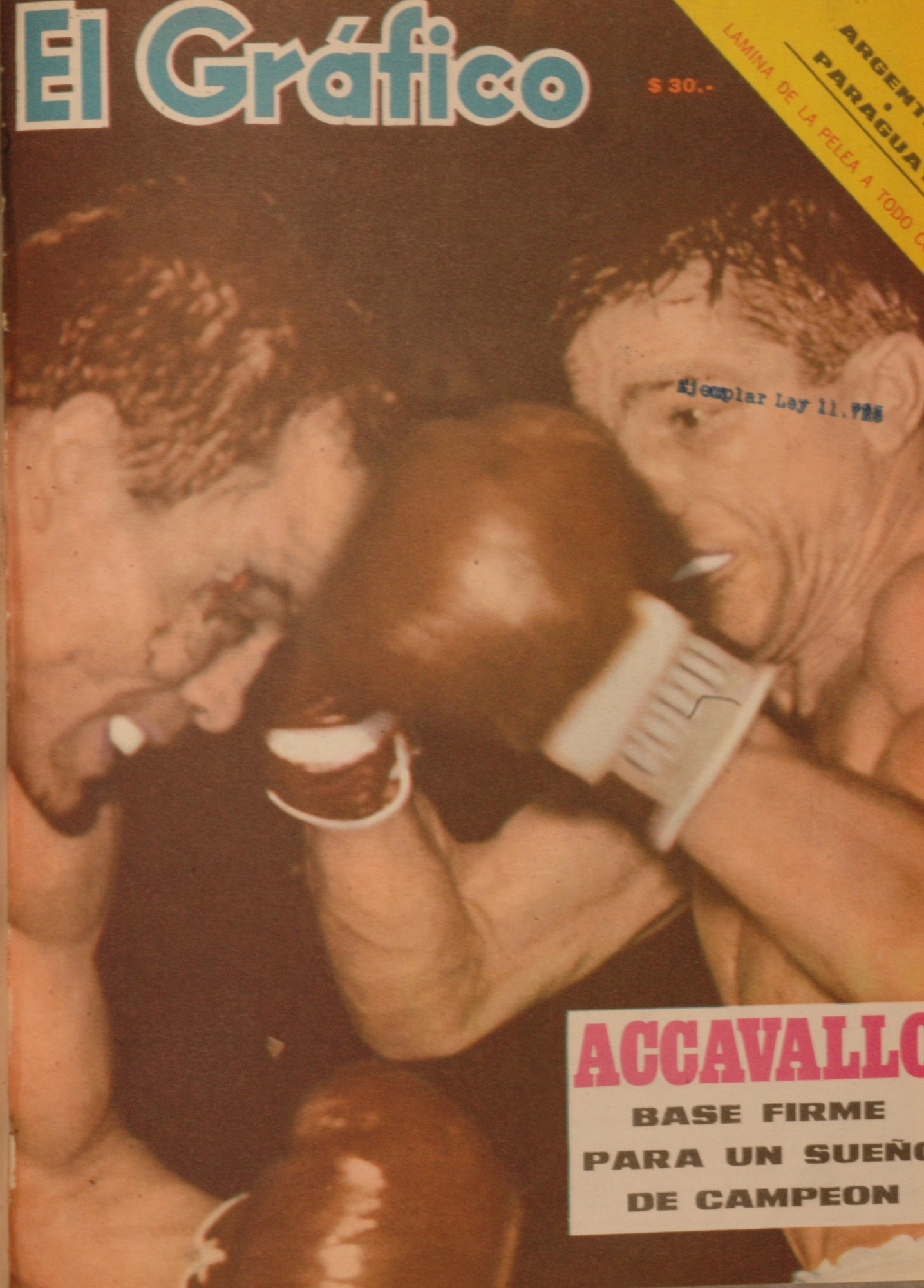
Portada de El Gráfico el 10 de agosto de 1965.

El 11 de octubre de 1968, Accavallo se retiró del boxeo con el título del mundo en su poder. Finalizó su carrera con récord de 75-2-6 (34KO). En 1980, en la primera edición de los Premios Konex, recibió un Diploma al Mérito como uno de los 5 mejores boxeadores de la historia en Argentina.
En 1968 intervino en la película Destino para dos donde se encarna a sí mismo.